# Крипякевич, Пётр-Богдан Иванович
Пётр-Богда́н (Пётр) Ива́нович Крипяке́вич (укр. Петро-Богдан Іванович Крип'якевич; 10 февраля 1923 — 21 декабря 1980) — украинский советский химик, специалист в области кристаллохимии. Старший научный сотрудник Львовского государственного университета имени Ивана Франко, доктор химических наук (1972). Сын историка Ивана Крипякевича.

## Биография
Родился в 1923 году во Львове в семье известного историка, академика Ивана Петровича Крипякевича и Марии Крипякевич (в девичестве Сидорович). Учился в 1934—1939 годах в Украинской академической гимназии, в 1940 году окончил с отличием среднюю школу № 2 во Львове и поступил на природоведческий факультет Львовского университета.
Во время немецкой оккупации Крипякевич был студентом Львовского политехнического университета, в 1944 году отправлен на химический факультет Венского университета. После окончания войны восстановлен на 4-м курсе химического факультета Львовского университета. В 1946—1949 годах прервал своё обучение из-за серьёзной болезни, которая приковала его к инвалидному креслу до конца жизни, однако в 1951 году всё же окончил с отличием химический факультет Львовского университета.
В 1948—1958 годах Крипякевич работал старшим лаборантом кафедры неорганической химии. В 1957 году защитил кандидатскую диссертацию «Исследования из кристаллохимии металлических соединений с высокими координационными числами», которая в 1960 году была опубликована в журнале «Кристаллография». В 1960—1964 годах — доцент кафедры неорганической химии, в 1965—1980 годах — старший научный сотрудник. С 1967 года руководил отдельной бюджетной научно-исследовательской группой кристаллохимии и металлических сплавов. В 1972 году защитил докторскую диссертацию «Структурные типы интерметаллических соединений», в 1977 году опубликовал одноимённую монографию.
В науке Пётр Иванович Крипякевич прославился как один из выдающихся кристаллографов XX века, что было признано в 1990 году в Историческом атласе кристаллографии, изданном Международным союзом кристаллографов. Он разработал систему структурных типов интерметаллических соединений, основанную на координационных характеристиках атомов. Вместе со своим учеником Я. Ярмолюком он установил линейную зависимость координационных чисел атомов от вместимости атомов с икосаэдрической координацией, которая теперь известна в кристаллохимии как «феномен Крипякевича-Ярмолюка». Он опубликовал 236 научных работ, был одним из основателей Львовской кристаллохимической научной школы. Под его руководством защищено 12 кандидатских диссертаций. Обработал много важных вопросов кристаллохимии, открыл более 550 интерметаллических соединений, отследил их кристаллическую структуру (в том числе 24 новых структурных типа).
Скончался скоропостижно в 1980 году после продолжительной болезни.

### Совместные работы
- П. И. Крипякевич, В. И. Евдокименко, «Полиэдрическая модель структуры β-Mn», Докл. АН СССР, 237:2 (1977)
- Е. И. Гладышевский, П. И. Крипякевич, Р. В. Сколоздра, «Кристаллическая структура соединения Mo3CoSi», Докл. АН СССР, 175:5 (1967)
- И. И. Корнилов, Е. Н. Пылаева, М. А. Волкова, П. И. Крипякевич, В. Я. Маркив, «Фазовое строение сплавов двойной системы Ti — Al, содержащих от 0 до 30 % Al», Докл. АН СССР, 161:4 (1965)
- Э. Е. Вайнштейн, С. М. Блохин, П. И. Крипякевич, «Рентгеноспектроскопическое исследование бериллидов титана с высоким содержанием бериллия», Докл. АН СССР, 142:1 (1962)
- Е. И. Гладышевский, П. И. Крипякевич, Р. В. Сколоздра, «Поправки к статье „Кристаллическая структура соединения Mo3CoSi“ (ДАН, т. 175, № 5, 1967 г.)», Докл. АН СССР, 180:3 (1968)